# Manuel Piñar López
Manuel Piñar López (Granada, 1948) va ser un líder veïnal del barri Sant Josep, militant de CCOO i del Moviment Comunista de Catalunya durant la dictadura franquista i la transició espanyola. En l'actualitat continua vinculat a l'Associació de Veïns de Sant Josep.

## Biografia

### Infància i joventut
En Manuel va créixer en un entorn familiar de dretes i el seu pare durant la guerra civil, amb tan sols 17 anys, s'adherí al bàndol dels sublevats. De petit entrà a una escola de monges de la que ben aviat va ser expulsat per un conflicte amb una de les monges. Posteriorment, va ingressar en una academia particular i un cop acabat el batxillerat, va començar a prendre consciència, tal com ho explica en una entrevista:”Me di cuenta de que todo lo que nos estaban enseñando era una absurda mentira”. De jove es dedicà al sector de la construcció i l'any 1970 participà en una vaga en la qual es demanava un sou base de 240 pessetes diàries, una jornada laboral de vuit hores i l'abolició del treball a preu fet i de les hores extres. Durant la manifestació tres companys seus van ser abatuts per la policia “a raíz de esa manifestación murieron tres compañeros, uno de ellos iba corriendo al lado mío, vi que dio un traspié y cayó. Fui a ayudarlo y vi que lo que tenía era un disparo en la espalda”. L'any 1973 arriba a l'Hospitalet del Llobregat i s'instal·la al carrer Llançà del barri de Collblanc. Durant la seva estada, destaca l'ambient de desconfiança que no permetia expressar-se de manera lliure. També destaca la situació del barri en aquell moment en què no hi havia cap mena de serveis ni béns. Es podia dir que era una ciutat dormitori.

### Moviment veïnal
No va ser fins a l'any 1974 que entra en contacte amb el moviment veïnal. Entre les seves actuacions juntament amb l'associació de veïns destaca l'assoliment de la construcció de l'escola bressol Garabatos, la qual va ser la primera del barri. Aquest fet es produí durant l'alcaldia de Juan Perelló Masllorenç (1977-1979) i va ser possible gràcies a la gran pressió que van exercir els veïns del barri. A l'associació de veïns també portaven el cens escolar, s'encarregaven de les inscripcions dels nens i nenes i fins i tot els repartien entre les diferents escoles que hi havia. D'aquesta associació van sortir els primers grups de dones. Entre els anys 1974 i 1976 el moviment feminista creixia i un lloc per expressar-se eren aquestes associacions veïnals. Reivindicaven accions com el dret a l'avortament legal, el dret a la llibertat sexual… També cal destacar que gràcies a les reivindicacions van aconseguir el soterrament del carrilet, ja que era perillós per creuar perquè no disposava de cap tanca de seguretat. Cal mencionar la participació d'en Manuel en les manifestacions en contra de La Farga. En una d'aquestes manifestacions, la policia carregà contra els manifestants i la baralla es prolongà fins a altes hores de la matinada. Va ser a partir d'aquell moment que els veïns s'implicaren més en el moviment en contra la fàbrica. Gràcies a aquest suport es va aconseguir fer fora de l'Hospitalet la fàbrica de la Farga.

### Ajuntaments democràtics i actualitat
Amb la creació dels Ajuntaments Democràtics va haver una crisi a causa de les diferents opinions sobre el paper que farien a partir d'aquell moment les associacions de veïns. Algunes persones van decantar-se pel camí de la política i van entrar als ajuntaments però unes altres, com Manuel Piñar, van continuar defensant el paper de les associacions de veïns i va quedar-se en aquesta. En l'actualitat Manuel Piñar continua vinculat a l'Associació de Veïns de l'Hospitalet juntament amb la seva dona Paqui Baena, i un grup de veïns de l'Hospitalet. 